# Salvador Aguirre Anguiano
Sergio Salvador Aguirre Anguiano (Guadalajara, Jalisco; 1 de febrero de 1943-22 de junio de 2020) fue un abogado mexicano, que desde 1995 hasta 2012, se desempeñó como ministro de la Suprema Corte de Justicia de la Nación.
Oriundo en la ciudad de Guadalajara, Jalisco, Aguirre obtuvo el grado de licenciado en Derecho por la Universidad Autónoma de Guadalajara
De 1974 a 1995 fue notario asociado de la notaría número 24 de Guadalajara, Jalisco. En la década de 1980 suspendió la actividad notarial para dedicarse a la política. El 23 de agosto de 1982, exigió desde la tribuna de la Cámara de Diputados, entonces constituida en colegio electoral, que fuera reconocida su victoria que, según él, había obtenido aquel año en los comicios federales, como candidato del PAN a una diputación federal. En 1985, se desempeñó como regidor de Guadalajara, por el mismo instituto político. 
El 26 de enero de 1995, fue designado ministro de la Suprema Corte de Justicia por el Senado de la República, tomando protesta del cargo el 1 de febrero de 1995.

### Controversias
Aguirre Anguiado fue duramente cuestionado por su antigua militancia panista y conservadora.

### Fallecimiento
Enfermo de cáncer, falleció el 22 de junio de 2020, a los setenta y siete años, a causa de una insuficiencia respiratoria.